# The Day
Pour les articles homonymes, voir Day.
Pour plus de détails, voir Fiche technique et Distribution.
The Day (ou Le Jour des rebelles au Québec) est un film de science-fiction américain de Douglas Aarniokoski sorti en 2011.

## Synopsis
Dans un monde post-apocalyptique, un groupe de cinq survivants armés cherche refuge. Ils finissent par trouver une demeure apparemment abandonnée. Il n'empêche que cette maison constitue un immense piège...

## Fiche technique
- Titre original et français : The Day
- Titre québécois : Le Jour des rebelles
- Réalisation : Douglas Aarniokoski
- Scénario : Luke Passmore
- Direction artistique : Lisa Soper
- Décors : Shane Boucher
- Costumes : Candice Beuckx
- Photographie : Boris Mojsovski
- Son : Mark Gingras
- Montage : Andrew Coutts
- Musique : Rock Mafia
- Production : Guy Danella
- Sociétés de production : Guy A. Danella Productions, Preferred Content et Faction M
- Société de distribution : WWE Studios, TFM Distribution
- Pays d’origine :  États-Unis
- Langue originale : anglais
- Format : couleur - 35 mm - 1,85:1 - son Dolby numérique
- Genre : Film de science-fiction, Thriller
- Durée : 93 minutes
- Date de sortie en salles :
  - Canada : 16 septembre 2011 (Festival international du film de Toronto)
  - France : 26 janvier 2012 (Festival international du film fantastique de Gérardmer)
  - États-Unis : 29 août 2012
- Dates de sortie en DVD :
  - France : 16 janvier 2013[1]

- Interdit aux moins de 12 ans

## Distribution
- Shawn Ashmore : Adam
- Ashley Bell : Mary
- Cory Hardrict : Henson
- Dominic Monaghan : Rick
- Shannyn Sossamon (V. F. : Marcha Van Boven) : Shannon
- Michael Eklund : le père
- Brianna Barnes : Nikki
- Kassidy Verreault : Ava